# Jay Ryan
Jay Ryan là nam diễn viên người New Zealand. Anh được biết đến với các vai như Jack Scully trong phim Neighbours, Kevin trong chương trình hài kịch Go Girls, Mark Mitcham trong Top of the Lake.
Năm 2019, Ryan có vai diễn Ben Hanscom gây chú ý trong phim điện ảnh kinh dị It Chapter Two, phần tiếp theo của It (2017), dựa trên cuốn tiểu thuyết cùng tên năm 1986 của Stephen King.

## Đời tư
Jay Ryan và Dianna Fuemana sinh được một con gái vào năm 2013.

## Danh sách phim

### Điện ảnh
| Năm  | Tên            | Vai         | Ghi chú   |
| ---- | -------------- | ----------- | --------- |
| 2002 | Superfire      | Dennis      |           |
| 2003 | You Wish!      | Charles     |           |
| 2008 | Mockingbird    | Joel        | Phim ngắn |
| 2008 | Bleeders       | Finn        | Phim ngắn |
| 2009 | Franswa Sharl  | Sonny       | Phim ngắn |
| 2010 | Lou            | Cosmo       |           |
| 2019 | It Chapter Two | Ben Hanscom |           |